# Порт Морсби
Порт Морсби (енгл. Port Moresby) је главни град Папуе Нове Гвинеје са 193.242 становника (1990), 254.158 (2000). Незванична процена за 2020. годину даје популацију од 383.000. Град је смештен на Обали Папуе на југоисточном делу острва Нова Гвинеја. Градско подручје представља провинцију Главног града (NCD - National Capital District).
Простор на ком је град основан открила је експедиција капетана Џона Морсбија 1873. године. Град је добио име по његовом оцу, адмиралу, сер Ферфаксу Морсбију. 
Пре доласка Европљана, ову територију су насељавали сродни народи Моту и Коитабу, који припадају малајско-полинезијској групи народа. Данас њихови потомци чине само око 10% становништва услед велике имиграције са других делова острва. Сиромаштво и велика стопа досељавања су узрок високе стопе криминала у граду. Планине у залеђу (Овен Стенли планине) заклањају град од кишних облака, тако да је клима сушна у појединим периодима године. 

## Географија

### Клима
Морсби има климу тропске саване са релативно константним температурама током целе године. Просечна годишња количина падавина у Порт Морезбију је нешто више од 1.000 милиметара, што га чини најсувљим местом у Новој Гвинеји.
| Клима Port Moresby, Papua New Guinea                                            | Клима Port Moresby, Papua New Guinea | Клима Port Moresby, Papua New Guinea | Клима Port Moresby, Papua New Guinea | Клима Port Moresby, Papua New Guinea | Клима Port Moresby, Papua New Guinea | Клима Port Moresby, Papua New Guinea | Клима Port Moresby, Papua New Guinea | Клима Port Moresby, Papua New Guinea | Клима Port Moresby, Papua New Guinea | Клима Port Moresby, Papua New Guinea | Клима Port Moresby, Papua New Guinea | Клима Port Moresby, Papua New Guinea | Клима Port Moresby, Papua New Guinea |
| Показатељ \ Месец                                                               | .Јан.                                | .Феб.                                | .Мар.                                | .Апр.                                | .Мај.                                | .Јун.                                | .Јул.                                | .Авг.                                | .Сеп.                                | .Окт.                                | .Нов.                                | .Дец.                                | .Год.                                |
| ------------------------------------------------------------------------------- | ------------------------------------ | ------------------------------------ | ------------------------------------ | ------------------------------------ | ------------------------------------ | ------------------------------------ | ------------------------------------ | ------------------------------------ | ------------------------------------ | ------------------------------------ | ------------------------------------ | ------------------------------------ | ------------------------------------ |
| Апсолутни максимум, °C (°F)                                                     | 36,2 (97,2)                          | 36,1 (97)                            | 35,4 (95,7)                          | 34,2 (93,6)                          | 33,8 (92,8)                          | 33,9 (93)                            | 33,3 (91,9)                          | 33,8 (92,8)                          | 34,8 (94,6)                          | 35,5 (95,9)                          | 36,3 (97,3)                          | 36,3 (97,3)                          | 36,3 (97,3)                          |
| Максимум, °C (°F)                                                               | 32,1 (89,8)                          | 31,6 (88,9)                          | 31,4 (88,5)                          | 31,3 (88,3)                          | 31,0 (87,8)                          | 30,3 (86,5)                          | 29,9 (85,8)                          | 30,3 (86,5)                          | 31,0 (87,8)                          | 32,0 (89,6)                          | 32,5 (90,5)                          | 32,4 (90,3)                          | 31,3 (88,3)                          |
| Просек, °C (°F)                                                                 | 27,4 (81,3)                          | 27,3 (81,1)                          | 27,1 (80,8)                          | 27,0 (80,6)                          | 26,9 (80,4)                          | 26,1 (79)                            | 25,7 (78,3)                          | 26,1 (79)                            | 26,5 (79,7)                          | 27,5 (81,5)                          | 27,6 (81,7)                          | 27,8 (82)                            | 26,9 (80,4)                          |
| Минимум, °C (°F)                                                                | 23,7 (74,7)                          | 23,5 (74,3)                          | 23,4 (74,1)                          | 23,5 (74,3)                          | 23,5 (74,3)                          | 23,1 (73,6)                          | 22,4 (72,3)                          | 22,6 (72,7)                          | 23,2 (73,8)                          | 23,5 (74,3)                          | 23,6 (74,5)                          | 23,7 (74,7)                          | 23,3 (73,9)                          |
| Апсолутни минимум, °C (°F)                                                      | 20,4 (68,7)                          | 18,8 (65,8)                          | 18,3 (64,9)                          | 16,8 (62,2)                          | 14,5 (58,1)                          | 14,5 (58,1)                          | 10,4 (50,7)                          | 14,8 (58,6)                          | 14,4 (57,9)                          | 16,3 (61,3)                          | 16,0 (60,8)                          | 19,6 (67,3)                          | 10,4 (50,7)                          |
| Количина кише, mm (in)                                                          | 192,2 (7,567)                        | 140,6 (5,535)                        | 189,8 (7,472)                        | 105,2 (4,142)                        | 56,2 (2,213)                         | 21,6 (0,85)                          | 13,8 (0,543)                         | 12,0 (0,472)                         | 14,4 (0,567)                         | 15,2 (0,598)                         | 40,0 (1,575)                         | 97,8 (3,85)                          | 898,8 (35,384)                       |
| Дани са кишом (≥ 0.1 mm)                                                        | 18                                   | 16                                   | 18                                   | 11                                   | 9                                    | 6                                    | 4                                    | 4                                    | 5                                    | 5                                    | 6                                    | 12                                   | 114                                  |
| Релативна влажност, %                                                           | 79                                   | 81                                   | 81                                   | 82                                   | 81                                   | 79                                   | 77                                   | 76                                   | 76                                   | 76                                   | 75                                   | 77                                   | 78                                   |
| Сунчани сати — месечни просек                                                   | 182                                  | 158                                  | 184                                  | 200                                  | 211                                  | 200                                  | 203                                  | 222                                  | 213                                  | 231                                  | 243                                  | 216                                  | 2.463                                |
| Извор #1: World Meteorological Organization                                     |                                      |                                      |                                      |                                      |                                      |                                      |                                      |                                      |                                      |                                      |                                      |                                      |                                      |
| Извор #2: Deutscher Wetterdienst (extremes, mean temperature, humidity and sun) |                                      |                                      |                                      |                                      |                                      |                                      |                                      |                                      |                                      |                                      |                                      |                                      |                                      |

## Историја
Године 1883, Квинсленд је покушао да анектира југоисточни угао острва Нова Гвинеја (касније познатог као Папуа), страхујући да ће Немачка преузети контролу над целом источном половином острва. Британске власти су одбиле да одобре анексију након немачке анексије Нове Гвинеје 1884, али је четири године касније успоставила протекторат над Папуом као Британска Нова Гвинеја.
Године 1905. федерална аустралијска влада усвојила је Закон о Папуи који је ступио на снагу 1906. Закон је пренео Папуу, са Порт Морсбијем као главним градом, под директну аустралијску власт. Од тада до 1941. Порт Моресби је полако растао. Главни раст је био на полуострву, где су лучки капацитети и друге услуге постепено унапређивани. Прва месара и бакалница отворене су 1909. године, струја је уведена 1925. године, а водовод је обезбеђен 1941. године.
Током Другог светског рата, неки Папуанци су се пријавили у пешадијски батаљон Папуе, а други као носачи преко стаза и грубих терена као подршка савезничкој и јапанској армији током дугих маршева кроз џунглу. Историчар Вилијам Манчестер истиче у биографији генерала Дагласа Макартура да је обављање дужности носача било на листи прихватљивих добровољних активности домородаца и да ће оне нестати без великих подстицаја. Многи Папуански становници Порт Моресбија или су се вратили у своја породична села или су евакуисани у кампове када је претила јапанска инвазија. До септембра 1942. град је био важан савезнички комплекс база и хиљаде војника је било стационирано у том подручју или чешће, пролазило кроз њега, јер је то био последњи савезнички бастион на острву и, обрнуто, кључна полазна тачка када су Савезници сами почели да воде офанзивни рат, потискујући јапанско напредовање. Генерал Макартур је налазио свој штаб у Порт Морсбију од новембра 1942. до октобра 1944. године.
Године 1945. формирана је Територија Папуе и Нове Гвинеје када су Папуа и бивша Немачка Нова Гвинеја, којом је Аустралија управљала од 1918, спојене под јединственом аустралијском администрацијом. Порт Морсби је добио статус града 1972, са Оала Оала - Раруа постаје први градоначелник.
Септембра 1975. Папуа Нова Гвинеја је постала независна држава са Порт Морсбијем као главним градом. Принц Чарлс, принц од Велса, представљао је краљицу Папуе Нове Гвинеје на прослави. Становништво области Порт Морсби брзо се проширило након независности. 1980. године, попис је регистровао популацију од 120.000; до 1990. овај број се повећао на 195.000.

## Становништво
| Година       |
| Становништво |
| ------------ |

## Партнерски градови
- Таунсвил

## Галерија
- Предграђе Порт Морсбија